# ريتشارد روكفلر
ريتشارد روكفلر (بالإنجليزية: Richard Rockefeller)‏ هو طبيب وطيار أمريكي، ولد في 20 يناير 1949 في نيويورك في الولايات المتحدة، وتوفي بنفس المكان في 13 يونيو 2014 بسبب حوادث الطيران.